# لوون هاروتیونیان (زیست‌شناس)
لوون ورامی هاروتیونیان (ارمنی: Լևոն Վռամի Հարությունյան؛ ۱۳ دسامبر ۱۹۲۷ – ۲۰۰۷) زیست‌شناس، استاد، نویسنده، ناشر و روزنامه‌نگار اهل ارمنستان که در سال ۱۹۹۰ دانشگاه هایبوساک ایروان را بنیانگذاری نمود.

## زندگی‌نامه
وی نشان آنانیا شیراکاتسی برای فعالیت‌هایش از سوی رئیس‌جمهور ارمنستان دریافت نمود. وی در سال ۱۹۵۳ از دانشگاه ملی علوم کشاورزی ارمنستان فارغ‌التحصیل کشت.